# Cristianisme ortodox

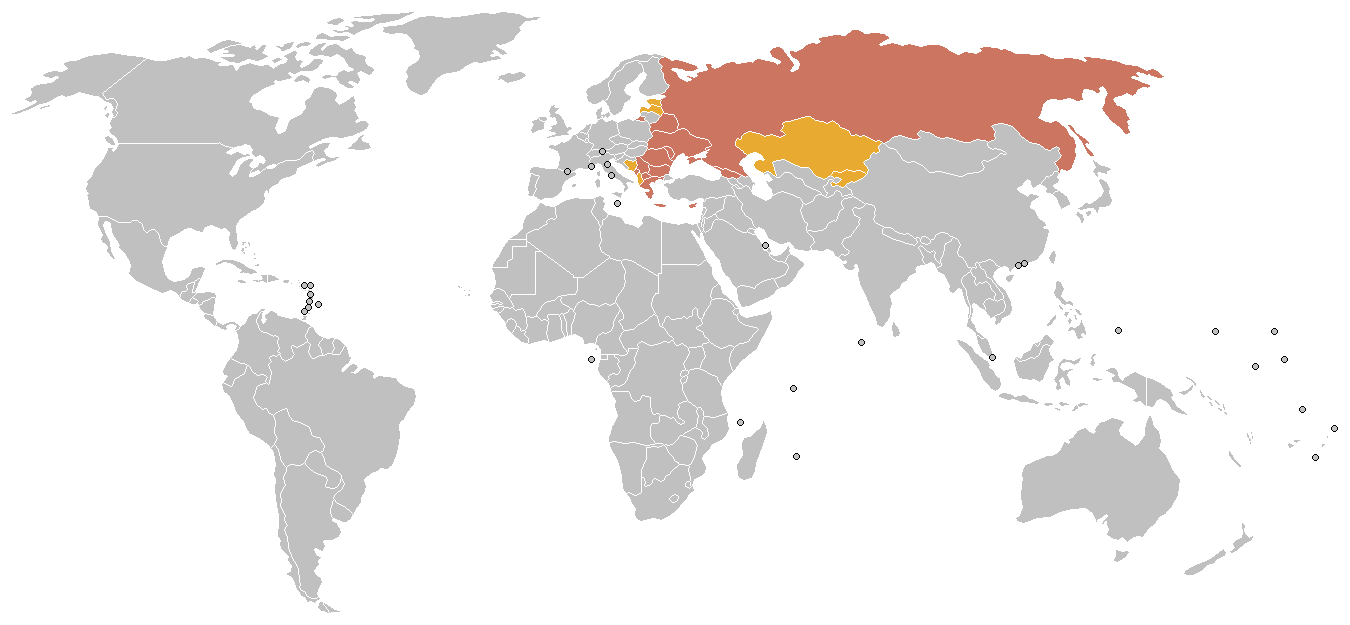
Distribució de l'Església Ortodoxa al món.
Religió dominant
Religió minoritària important (més del 10%)

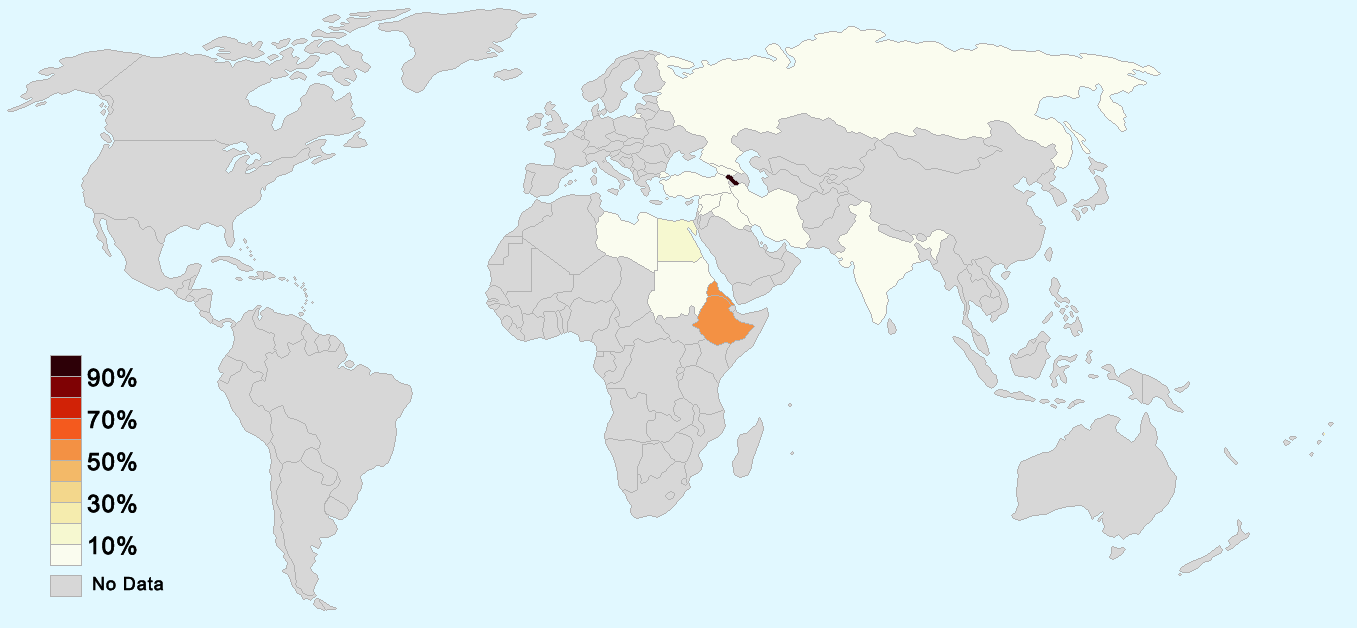
Distribució de les esglésies orientals al món.

El cristianisme ortodox, com a branca del cristianisme, està integrat per les tradicions relacionades amb la filosofia oriental, en oposició a les tradicions occidentals, representades pel catolicisme i la majoria d'esglésies protestants. El cristianisme ortodox es pot dividir en:
- L'Església Ortodoxa, també anomenada "Església Ortodoxa Grega": el cos cristià els adherents del qual estan localitzats a Europa Oriental i a l'Orient Mitjà, amb una presència creixent en el món occidental, i el qual es va conformar com una entitat independent després del Gran Cisma d'Orient (1054).[1] Diu ser l'església cristiana original fundada per Jesucrist i els apòstols, i basa el seu llinatge en la successió apostòlica. Les característiques de l'ortodòxia oriental inclouen la Litúrgia Divina, els Misteris, una organització basada en jurisdiccions autònomes, i l'èmfasi en la preservació de la tradició, la qual és apostòlica en naturalesa. Inclou les jurisdiccions grega i russa entre d'altres.
- Les Esglésies ortodoxes orientals: es refereix a les esglésies de tradicions que mantenen només la doctrina dels primeres tres concilis ecumènics (el Primer Concili de Nicea, el Primer Concili de Constantinoble i el Concili d'Efes) i va rebutjar les definicions dogmàtiques del Concili de Calcedònia (451). També són anomenades Esglésies Orientals, i inclouen l'Església Apostòlica Armènia, l'Església Ortodoxa Siríaca, l'Església Ortodoxa Copta entre d'altres.

Filològicament, però, el significat de cristianisme "ortodox" (del grec orto, "correcte" i doxia, "doctrina"), típicament es refereix a l'observació teològica o doctrinal correcta de la religió cristiana, determinada per un cos supervisor, en oposició a "heterodòxia" ("altre ensenyament"), o a "heretgia".
El Concili de Calcedònia del 451 convocat per l'emperador Marcià va marcar un punt d'inflexió important als debats cristològics (sobre la naturalesa del Crist) que van portar a la separació de l'Església de l'Imperi Romà d'Orient al segle xi, va emetre el Credo de Calcedònia, que va repudiar la idea d'una sola naturalesa de Crist, definint que Crist tenia dues naturaleses en una persona i hipòstasi, i va insistir en la integritat de les seves dues naturaleses, la divina i humana. El concili també va emetre 27 cànons disciplinaris que regirien l'administració de l'església i l'autoritat. En un decret posterior, més tard conegut com el cànon 28, els bisbes buscava elevar el rang del Patriarcat de Constantinoble, al·legant que Constantinoble gaudia d'un honor i autoritat comparable a la de Roma.És l'últim concili que molts anglicans i la majoria de protestants consideren ecumènic.
A finals del segle VI, algunes esglésies llatines van afegir les paraules "i del Fill" (Filioque) a la descripció de la processó de l'Esperit Sant. La inclusió es va incorporar a la pràctica litúrgica de Roma el 1014, però va ser rebutjada pel cristianisme oriental